# Château de Porhman
Le château de Porhman (ou château de Porman) est un château français situé à Réguiny, dans le Morbihan, en région Bretagne.

## Situation
Le château est situé au lieu-dit Porhman, à environ 2,5 km à l'est du bourg de Naizin.

## Histoire
Propriété de la famille Eudoux, la terre de Pohrman abrite un premier château au XVe siècle.
Le château actuel est construit entre 1685 et 1710, à la demande de Françoise de Guébriac et son mari Julien de La Touche, peut-être d'après les plans de l'architecte Olivier Delourme. Il appartient ensuite successivement aux familles de Cuy et de Longeaux.
Les façades, toitures et escalier intérieur du château, ainsi que les façades et toitures des communs et la cour d'honneur sont inscrits au titre des monuments historiques par arrêté du 15 juillet 1964.

## Architecture

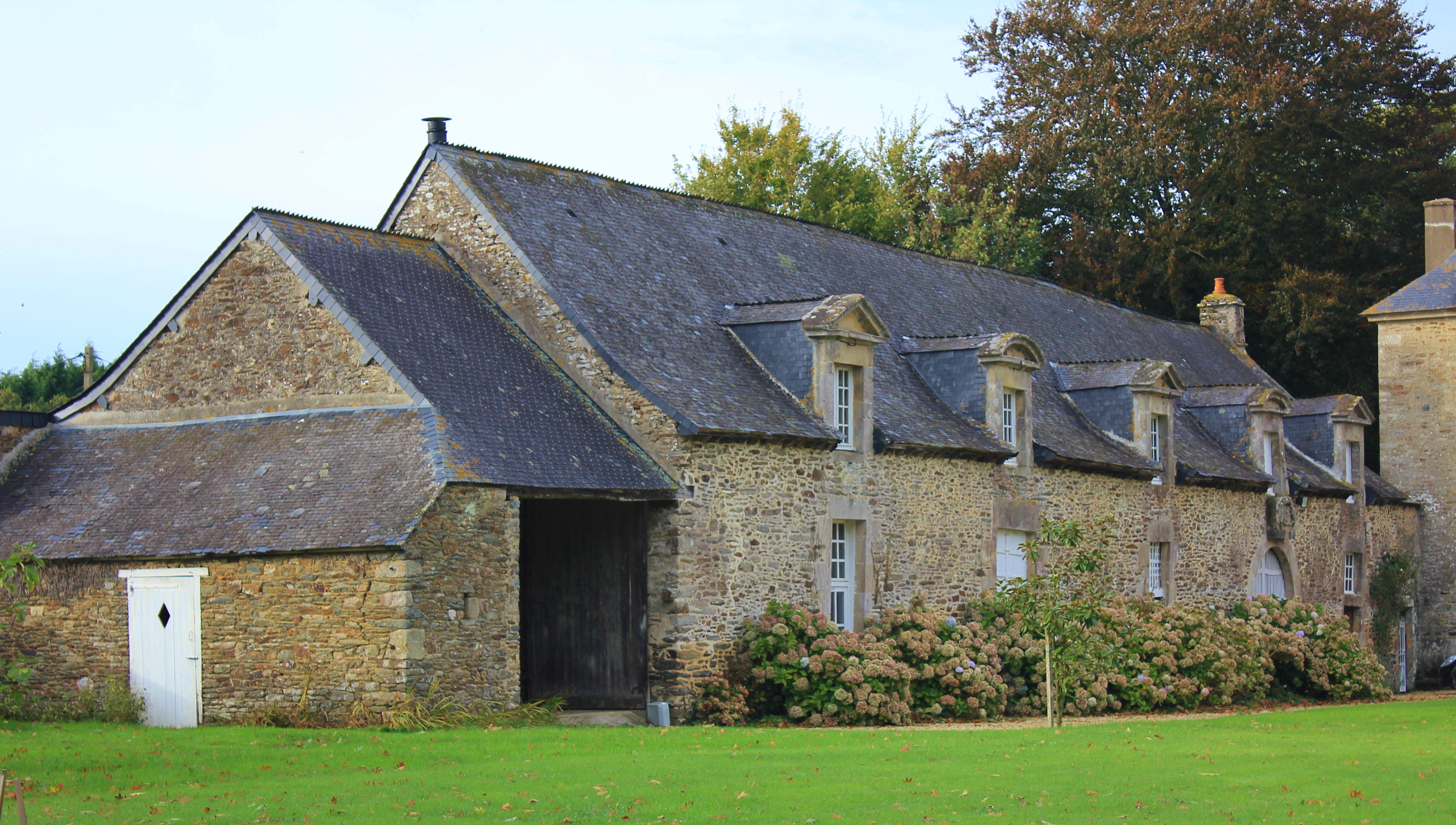
Les communs.

L'édifice, en granite, se présente comme un corps de bâtiment unique sur trois niveaux (dont un de combles) qu'entourent deux pavillons en légère saillie. Au milieu du corps central, un autre pavillon portant un clocheton se détache légèrement. Un escalier monumental granitique, reposant sur des arcs que soutiennent quatre piliers, est logé dans le pavillon central.
Une cour d'honneur s'étale devant ce bâtiment principal, bordant les communs à l'est. Cette cour s'ouvre par une entrée formée de deux pilastres sculptés.
Outre le bâtiment des communes, le domaine de Pohrman comprenait un étang, un moulin et une chapelle dédiée à sainte Anne et saint Roch.